# Güllaç

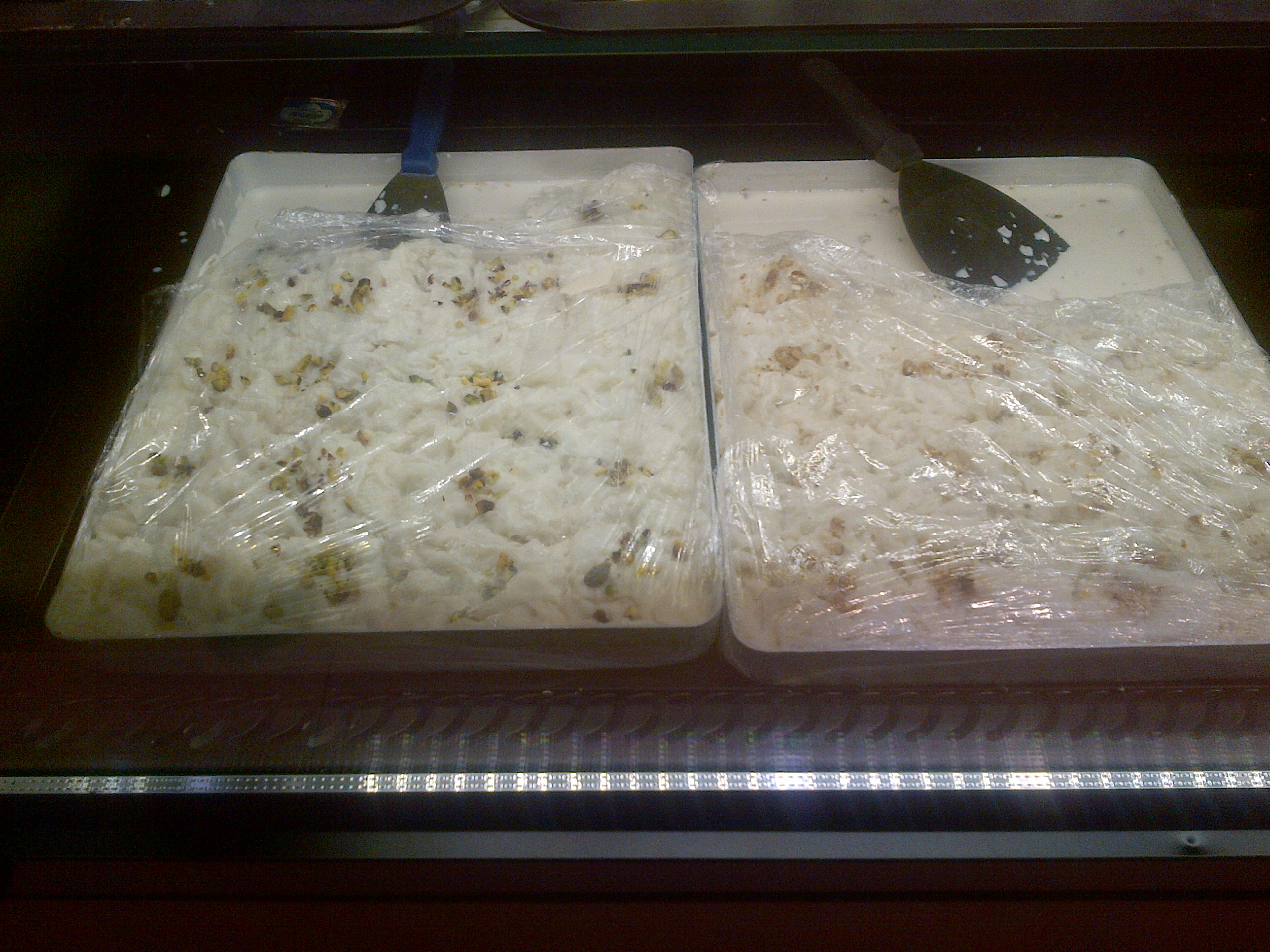
Güllaç en un "pastane" de Ankara, Turquía.

El güllaç es un postre tradicional turco hecho con leche, agua de rosas, granada y un tipo especial de masa con almidón. Se consume especialmente durante el Ramadán.
El güllaç es mencionado por Charles Perry (1994) como la primera versión de baklava (él lo llama proto-baklava). Las similitudes entre los dos postres son muchas, como el uso de capas finas de masa con frutos secos entre ellas. Sin embargo, la masa de güllaç se prepara con almidón de maíz y harina de trigo. El güllaç contiene nueces en las capas, que se ponen en leche.
Fue mencionado por primera vez en un libro del siglo XIV, Yin-Shang Chen-Yao, un manual de cocina y salud escrito en chino por Hu Szu-Hui, un médico turco de la corte mongola en la era Yuan. El libro documenta principalmente platos mongoles y turcos que exhiben una limitada influencia china. Yin-Shang Chen-Yao fue traducido al inglés por Paul Buell y Eugene Anderson, con abundantes notas y análisis, y publicado con el título A Soup for the Qan (2000). Incluye un artículo sobre platos turcos de cereal, pan y pasta escrito por Charles Perry, que menciona el güllaç.
El güllaç se usaba para preparar güllaç lokması y güllaç baklavası, unos postres arcaicos elaborados durante el período otomano en Turquía.

## Véase también

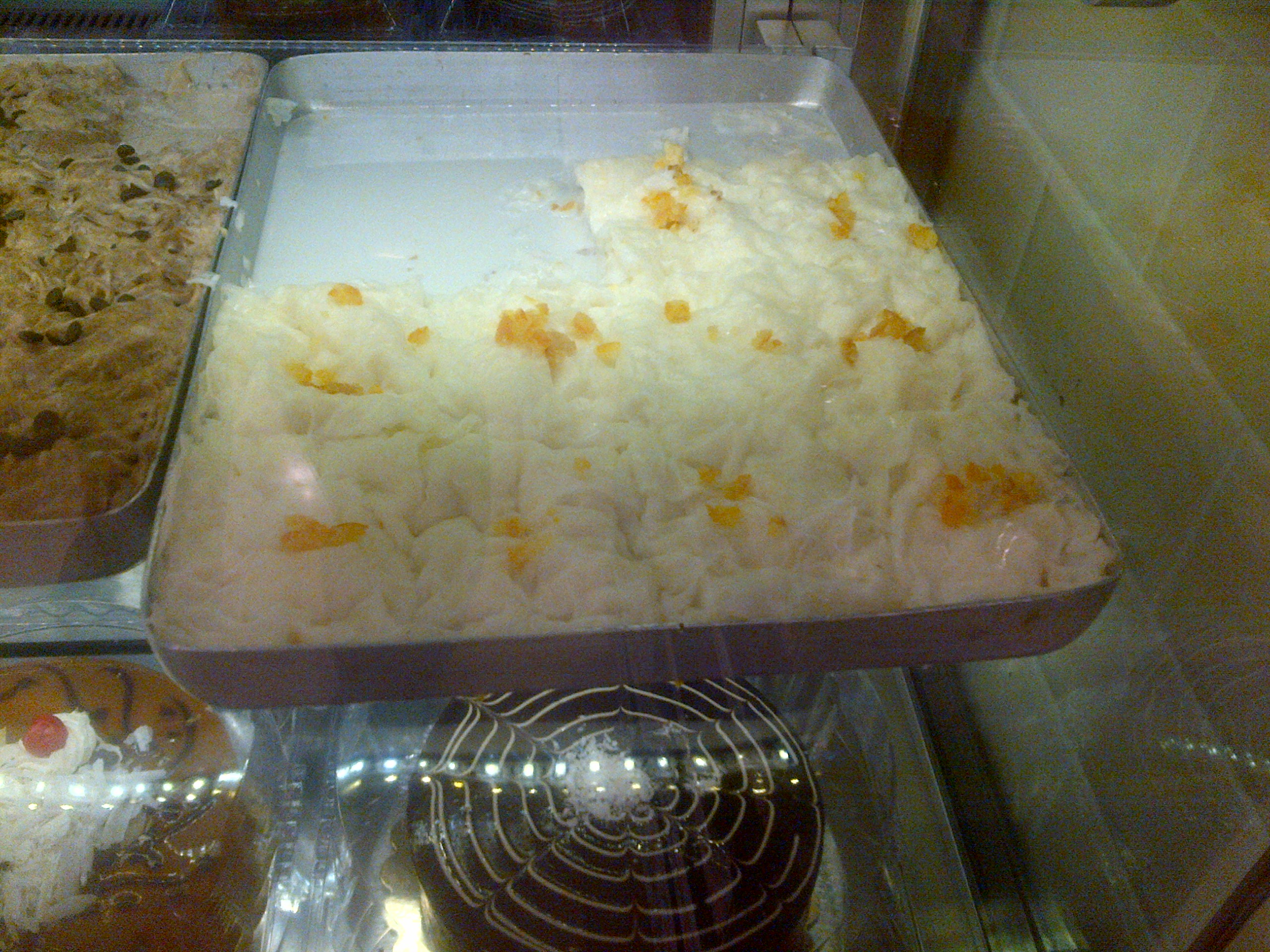
Güllaç en una vitrina turca durante el Ramadán de 2014.